# Åke Danielson
Åke Danielson (Luleå, 20 december 1956) is een Zweeds toetsenist die deel uitmaakt van de Nederlandse band Time Bandits en eerder in de band The Meteors van Hugo Sinzheimer en Ferdinand Bakker speelde.
Danielson kwam op zestienjarige leeftijd naar Nederland. Hij studeerde aan de Kunstacademie in Den Bosch en trad in 1981 toe tot de Time Bandits. Met deze band scoorde hij diverse hits. In 1988 stopte de band. Hij werkte vervolgens als docent aan het conservatorium in Rotterdam en werkte met diverse muzikanten samen in projecten, zoals JP den Tex, Lademacher’s Innersleeve, Jiskefet, Bertus Borgers en Ernst Jansz. Ook maakte hij deel uit van de begeleidingsband van Boudewijn de Groot. In 2012 kwam het tot een reünie van de Time Bandits en volgde er een nieuw album waaraan Danielson ook meewerkte.